# Obertal (Baiersbronn)

Blick vom Kraftenbuckel

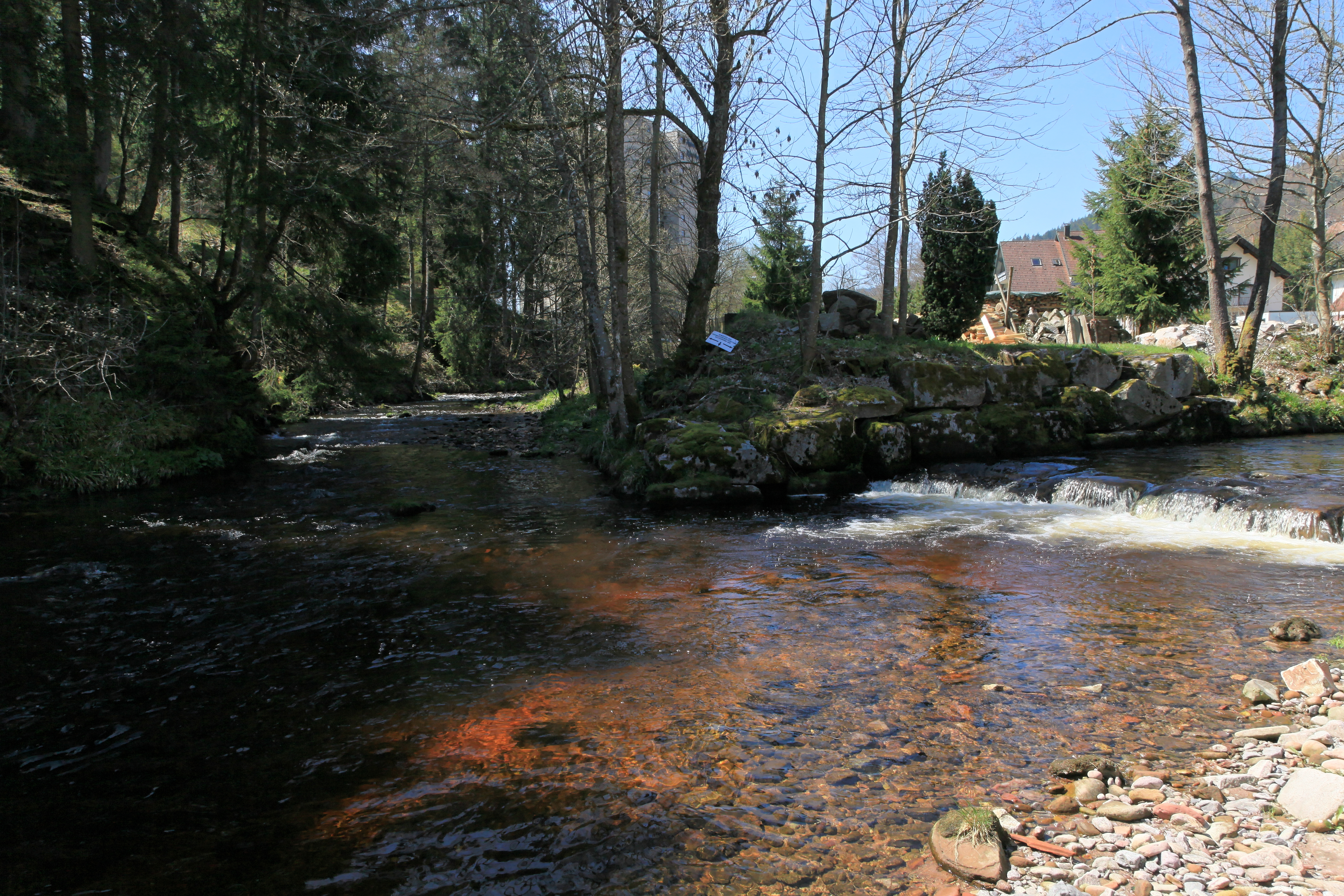
Zusammenfluss von Rechtmurg (von links oben) und Rotmurg

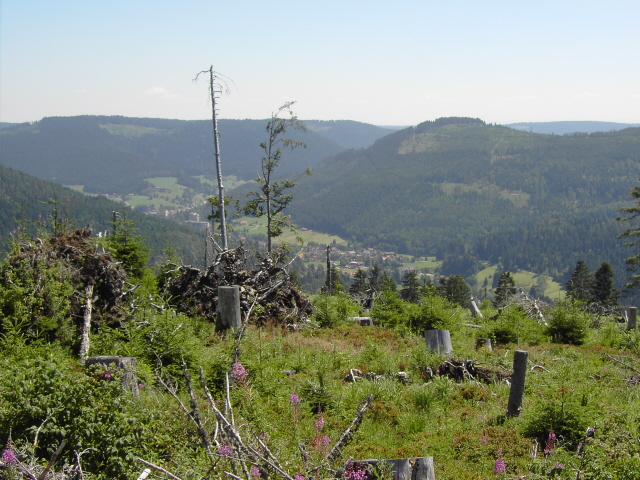
Blick von den Höhen des Schwarzwaldes auf Obertal

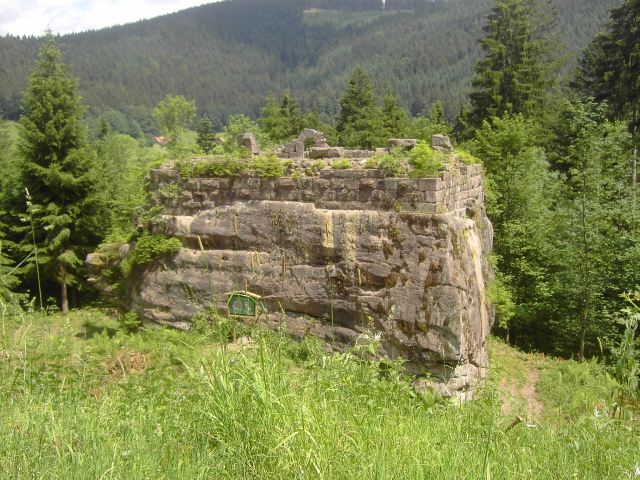
Burgruine Tannenfels

Obertal ist ein Teilort der Gemeinde Baiersbronn im Landkreis Freudenstadt.

## Geographie
Das Dorf liegt im Naturpark Schwarzwald Mitte/Nord auf einer Höhe zwischen 580 und 700 m. Das Ortsgebiet reicht jedoch bis auf die Schwarzwaldhöhen, und so gehören der Ruhestein und der Schliffkopf, mit 1.055 m die höchste Erhebung, ebenfalls zu Obertal. Durch die Lage östlich des Schwarzwald–Hauptkammes herrscht hier teilweise ein raues und regenreiches Klima. Ebenso sind die Winter schneereich. Dieses Klima und Maßnahmen durch Gemeinde, Hoteliers und Ortsansässige haben dem Ort das Prädikat „Heilklimatischer Kurort der premium class“ eingebracht.
In Obertal entspringen die Rot- und die Rechtmurg, die sich im Ortszentrum zur Murg vereinigen. Die Seitentäler der Murg sind Landschaftsschutzgebiete. Hier sind noch Pflanzenarten zu finden, die bereits vom Aussterben bedroht sind, wie z. B. seltene Orchideenarten, Arnika oder die Trollblume.

## Geschichte
Die erhaltenen Reste der Burgruine Tannenfels stammen aus der ersten Hälfte des 13. Jahrhunderts, archäologische Funde deuten aber auf eine Vorgängerburg des 11. oder frühen 12. Jahrhunderts. Wohl bereits in der ersten Hälfte des 14. Jahrhunderts fiel die Burg einem Brand zum Opfer, der möglicherweise im Zuge einer kriegerischen Auseinandersetzung ausbrach.
Urkundlich erwähnt wurde eine Besiedelung Obertals erstmals 1394 durch den Verkauf eines Wiesengeländes im „Thannenfels“, einer Parzelle nahe der Burg Tannenfels. Das Tal gehörte unter der Verwaltung Dornstettens zu Württemberg, und die damaligen Grafen erlaubten den Bewohnern, im Wald zu harzen, zu jagen und zu fischen und ihr Vieh in den Wäldern zu weiden.
Der erste Siedlungsschub begann 1519, als Württemberg zu Vorderösterreich kam. Religionsflüchtlinge aus Tirol sowie zurückgebliebene Soldaten ließen sich hier nieder und gründeten neue Familien. Ab 1534 war Württemberg wieder selbstständig und Obertal damit wieder württembergisch.
Als nach 1700 das Holz als Rohstoffquelle an Wert gewann, kam der wirtschaftliche Aufschwung ins Tal. Die Hüttenwerke in Friedrichstal brauchten Holzkohle, und die Stämme selbst wurden bis nach Holland verkauft. Dieser Holzüberschuss führte auch 1758 zum Bau einer Glashütte in Buhlbach. Das beginnende Industriezeitalter bot immer wieder neue Arbeitsplätze und es erfolgte der Zuzug von Holzhauern und Glasmachern. In der Blütezeit der Glashütte und bis zu deren Stilllegung 1909 war der Ortsteil Buhlbach bedeutender als Obertal.
Um 1900, als das Industriezeitalter im Tal zu Ende war, wurde nach einer neuen Einnahmequelle gesucht. Die Bewirtung und Unterbringung von Durchreisenden sowie die Beherbergung von „Sommerfrischlern“ sollte den Ort wieder zu Wohlstand bringen. Wirtschaften und Herbergen wurden zu Hotels ausgebaut, das Kurzeitalter begann und erreichte seinen Höhepunkt in den 1970er Jahren.
1933 wurde die evangelische Kirche in Obertal in Holzbauweise errichtet und 1951 kam der Friedhof dazu. 1965 wurde Obertal selbstständige Kirchengemeinde. Der Kirchplatz wurde 2002 durch den Bau des Gemeindehauses abgerundet. Die katholische Kirche wurde 1957 eingeweiht, gehört aber zur Kirchengemeinde Baiersbronn.
Im Mai 2000 wurde Obertal das Prädikat „Heilklimatischer Kurort“ durch den Wirtschaftsminister Walter Döring verliehen. Dieses Prädikat konnte 2003 noch als „Heilklimatischer Kurort der Premium Class“ erweitert werden.
Die vierklassige Grundschule unterrichtet etwa 70 Grundschüler und der zweizügige Kindergarten wird von 50 Kindern besucht. Die Hotels sowie Privatvermieter können jährlich 10.000 Gästeübernachtungen vorweisen. Die Arbeitsplätze in Kur, Handwerk und Gewerbe sind auf etwa 200 angestiegen.

## Infrastruktur
Obertal wird in der Hauptsache durch seine Bedeutung als Streusiedlung in landschaftlich reizvoller Lage und als Kurort geprägt. Da der Ort selbst keine Bahnverbindung hat, kann er nur von beiden Seiten über die L 401 erreicht werden. Die Hauptfunktion des Ortes liegt im Bereich des Wohnens und der Beherbergung von Gästen. So stellt auch das Hotel- und Gaststättengewerbe einschließlich einer Kurklinik die meisten Arbeitsplätze. Eine nicht unbedeutende Rolle spielen auch die Handwerks-, Gewerbe- und Dienstleistungsbetriebe.
Aufgrund der steilen Hänge und nassen Wiesen ist die Landwirtschaft nur noch unbedeutend, obwohl das seit einigen Jahren laufende Flurbereinigungsprogramm die Rahmenbedingungen hierfür verbessert hat. Die Wiesen werden teilweise durch eine Weidelandgesellschaft mit Rindern und von Schafen beweidet, um so der Landschaftspflege nachzukommen.
Öffentliche und private Infrastruktureinrichtungen sind ein Kindergarten, eine Grundschule, ein Feuerwehrhaus, die Evangelische Kirche mit Gemeindehaus und Friedhof, sowie die Katholische Kirche, eine Gemeindebücherei, der Kurgarten mit Musikpavillon, ein Bolzplatz, mehrere Grill- und Kinderspielplätze. Ebenso verfügt Obertal über ein Schwimmbad mit Minigolfplatz, das 1933 durch Eigeninitiative gebaut und inzwischen modernisiert wurde. Außerdem besteht eine Nordic-Walking-Strecke, ein Trimm-Dich- sowie ein Geologischer Lehrpfad.